# Anna Göldi
Anna Göldi (más néven Anna Göldin vagy Anna Goeldin, Sennwald, 1734. október 24. – Glarus, 1782. június 13.) az „utolsó boszorkány” Svájcban. Az utolsó ember, akit boszorkányságért végeztek ki Európában: 1782. június 13-án Glarusban fejezték le.

## Élete
Anna Göldi 1743-ban született szegény parasztcsalád gyermekeként, az akkor zürichi kormányzás alá tartozó Sennwald községben. Miután bátyja és édesapja is meghal, a család csaknem mindenét elveszíti. Annát kiveszik az iskolából, később szolgálónak adják egy másik családhoz. A lány pár év után egy papnál kap állást. Ebben az időszakban megismerkedik egy asztalos inassal, akitől később teherbe esik. Jakob a holland hadseregbe menekül a nősülés és a felelősségvállalás elől. Anna titkolja a terhességét, senki sem jön rá, hogy másállapotban van. Kamrájában szüli meg gyermekét, majd a kimerültségtől mély álomba merül. Másnap holtan találja maga mellett a csecsemőt. 
Gyermekgyilkosként néznek rá, hat év fogságra ítélik szülei házában. Mivel szülei már nem élnek, nővéréhez megy, majd három év után egy másik rokonához, Katharinához. Aztán a Glarus kanton északi kapujának nevezett Mollisba vezet az útja, ahol a Zwicki család cselédje lesz. A család fia, Melchior viszonyt kezd Annával. Ismét teherbe esik. A ház asszonya hallani sem akar róla, hogy a fia egy szolgálót vegyen feleségül. Anna Strassburgba indul. Második gyermekét is elveszíti. Később Glarus városában kap munkát, Tschudi doktor házában. Nem panaszkodik az új helyre, bár az egyik kislány, Anne-Migeli sok figyelmet igényel, és a háziúr is legyeskedni kezd körülötte. Aztán egy nap a kis Anne-Migeli gombostűket talál a tejes csészéjében, és megvádolják, hogy azokat ő tette az italba. A tanácsházára megy, hogy elmondja: ártatlan, de nem veszik őt komolyan. Ezután elbocsátják állásából. 
Rokontól rokonig vándorol, majd miután tudomást szerez róla, hogy a nyomában vannak, még messzebbre menekül, és álnéven vállal munkát egy vendéglátósnál. De így is nyomára akad egy vérdíjra pályázó, és visszaviszik Glarusba, ahol rögtön börtönbe vetik. Mivel nem vallja magát bűnösnek, kínzással csikarják ki belőle a vallomást, és 1782 nyarán halálra ítélik. Nem sokkal később nyilvánosan le is fejezik. 
Mivel Anna nem Glarus kantonból származott, a helyi bíróság nem is vonhatta volna felelősségre. Bár el akarták kerülni, hogy minderről a sajtóban tudósítsanak, mégiscsak híre ment a pernek. Heinrich Ludwig Lehmann volt az első, aki publikálta az esetet, mely Svájc határain túl is nagy felháborodást váltott ki. A törvényszéki írnok, Johann M. Kubli bocsátotta rendelkezésére a szigorúan titkosnak minősített aktákat, amint az később az újságíró naplójából kiderült. Az aktákban kerülték a boszorkány és boszorkányság kifejezéseket, Göldit méregkeverésért ítélték el.   Archiválva 2015. november 23-i dátummal a Wayback Machine-ben

## Rehabilitálása
Walter Hauser svájci újságíró addig ismeretlen forrásanyagok áttanulmányozása után könyvet írt az ártatlanul kivégzett asszonyról – „Justizmord an Anna Göldi” címmel jelent meg 2007-ben. Walter Hauser ugyanekkor kérvényezte Anna Göldi rehabilitációját, ám ezt a glarusi parlament és a református egyháztanács egyaránt elutasította, mondván: a lakosság tudatában ő már így is ártatlan. Végül 2008-ban mégis felmentette őt a parlament. Hauser példaértékűnek tartja, hogy ez megtörtént: ezzel a glarusiak nem az utolsók, akik kivégeztek egy „boszorkányt”, hanem az elsők azok között, akik egy ilyen per áldozatát parlamenti határozatban rehabilitálták. Göldi Annát végül halála után 226 évvel később, 2008. augusztus 27-én felmentették, rehabilitálták. 
A glarusi múzeumot neki szentelték. 

## Emlékezete
Anna Göldi esete nem merült feledésbe. Először Kaspar Freuler írt róla regényt „Anna Göldi, die Geschichte der letzten Hexe” (Anna Göldi, az utolsó boszorkány története) címmel, mely 1945-ben jelent meg először, és sikerkönyv lett Svájcban. A legtöbben azonban már csak a későbbi feldolgozást ismerik: 1982-ben jelent meg Eveline Hasler „Anna Göldin, die letzte Hexe” (Anna Göldin, az utolsó boszorkány) című könyve. 1991-ben ugyanezzel a címmel forgatott életrajzi filmet Getrud Pinkus. 2007-ben, a szerencsétlen sorsú asszony halálának 225. évfordulója alkalmából Mollisban múzeumot nyitottak. A múzeum az eredeti állapotában fennmaradt Zwickyhaus közelében kapott helyet, ahol Anna hat évig szolgált. A Zwicky-háztól a múzeumig vezető út az Anna Göldi Weg (Anna Göldi Út) nevet kapta. Az állandó jellegű kiállításon megtekinthetők az esethez kapcsolódó eredeti dokumentumok. 
A 225. évforduló alkalmából, 2007-ben létrehoztak egy alapítványt is (Anna Göldi Stiftung), mely nemcsak arra hivatott, hogy életben tartsa Anna Göldi emlékét, hanem arra is, hogy segítséget nyújtson a társadalom peremén állóknak, a kisebbségeknek és a zsarnokság áldozatainak. 2009 óta kétévente Anna Göldi-díjat nyújtanak át egy arra érdemesnek talált személyiségnek, aki kiállt az emberi jogokért és/vagy a nők jogai mellett. 
2013 augusztusában Glarusban állítottak emléket Anna Göldinek: a glarusi bírósági épület padlásteréről két fényforrás világít az éjszakába. A fények jelentéséről egy emléktábla informál. Felirata: “The memorial is an expression of atonement for the injustice that took place here.” (Az emlékmű jelentése, hogy engesztelés legyen, az itt sorra került igazságtalanságra.)“It will be an eternal light for Anna Göldi.” (Ez lesz Anna Göldi örök fénye.) 

## Fordítás
- Ez a szócikk részben vagy egészben  az   Anna Göldi című angol Wikipédia-szócikk ezen változatának fordításán alapul.  Az eredeti cikk szerkesztőit annak laptörténete sorolja fel. Ez a jelzés csupán a megfogalmazás eredetét és a szerzői jogokat jelzi, nem szolgál a cikkben szereplő információk forrásmegjelöléseként.